# Desrealización
La desrealización es una alteración pasajera de la percepción o de la experiencia del mundo exterior del individuo de forma que aquel se presenta como extraño o irreal. Entre otros síntomas se incluyen las sensaciones de que el entorno del sujeto carece de espontaneidad, de profundidad o de matices emocionales. Es un síntoma disociativo que aparece en muchas enfermedades tanto psiquiátricas como neurológicas que no constituye un trastorno por sí mismo. Es además un efecto secundario transitorio de las intoxicaciones psicotrópicas agudas, la privación de sueño y el estrés.
En tanto que la despersonalización es una experiencia subjetiva de irrealidad del sí mismo, la desrealización se refiere a la percepción de irrealidad del mundo externo. Ambos términos se usan a menudo de forma indistinta, aunque las pruebas sugieren que se desarrollan según distintos mecanismos neurobiológicos. En muy pocos casos se puede dar una desrealización crónica, pero en tal caso puede ser causada por una disfunción temporo-occipital. Estos síntomas en general son comunes en la población, con una prevalencia de hasta un 74 % y entre 31 % y 66 % del tiempo en un hecho traumático.

## Descripción
La sensación de extrañeza de la desrealización se puede describir como una especie de bruma sensorial, velo o vidrio que separa a la persona de su mundo. Puede manifestarse que lo percibido carece de "vida" y de tono emocional. La respuesta emotiva al reconocimiento visual de personas amadas puede estar significativamente reducida. Son comunes las sensaciones de déjà vu o jamais vu y los lugares familiares pueden percibirse como diferentes sin poder especificar concretamente cómo, e incluso percibirse de manera surrealista. Tales anomalías perceptuales pueden extenderse a otros sentidos como la audición, el gusto o el olfato. El individuo puede experimentar la sensación recurrente de sentir que se encuentra en un sueño, lo cual le reafirma la sensación de irrealidad; está situación le produce gran confusión y desencadena aún más ansiedad.
Otro síntoma de esta dolencia puede ser la constante preocupación o la aparición de pensamientos catastrofistas, mismos que el sujeto encuentra difíciles de eliminar.
Entre otros síntomas de la desrealizacion se destacan tres miedos recurrentes que sufre el afectado: miedo a morir, miedo a volverse loco y miedo a perder el control. Debe esclarecerse que dichos miedos son producto de las sensaciones causadas por los episodios de desrealización/despersonalización, no obstante debe hacerse especial mención sobre el hecho que estas sensaciones no son peligrosas; estas son simplemente sensaciones perturbantes que no generan más allá de una molestia a nivel conciencia que deberá variar dependiendo del grado de atención que le preste el individuo afectado.
El sujeto afectado puede percibir las paredes, los edificios y otros objetos como si hubiesen cambiado de forma, tamaño o tono. En ocasiones, el afectado siente que el resto de las personas parecen "robots o máquinas" aunque el individuo sea capaz de discernir la irrealidad de estas sensaciones.
El proceso de los síntomas de la desrealización empieza a incrementarse lentamente con la ansiedad subyacente y posteriormente se manifiesta de forma abrupta, a menudo tras un ataque de pánico, con lo que los síntomas se hacen imposibles de ignorar. Esta clase de ansiedad llega a ser incapacitante y puede ocasionar conductas evitativas. Quienes lo experimentan además pueden preocuparse mucho por la causa de la desrealización. A menudo es difícil aceptar que un síntoma tan inquietante es simplemente resultado de la ansiedad y el individuo con frecuencia puede pensar que la causa procede de algo más serio. Esto a su vez puede aumentar la ansiedad y empeorar las sensaciones de desrealización.

## Causas
La desrealización puede acompañar dolencias neurológicas como la epilepsia, las migrañas y el trauma craneal leve. Existe similitud entre la hipoemocionalidad visual y desrealización. Esto sugiere una interrupción del proceso en el cual una percepción adquiere tono emocional. Este cambio cualitativo en la experiencia de percepción puede llevar a parecer que cualquier cosa vista sea "irreal" o "ajeno" desde los prejuicios de la psiquiatría.
La desrealización puede asimismo ser causada por desórdenes vestibulares como laberintitis y neuronitis vestibular, puesto que en ellas el cerebro recibe señales mezcladas de los nervios vestibulares debido a daño o infección, de tal forma que el cerebro procesa más lentamente y se crean sensaciones de irrealidad.
El cannabis, los alucinógenos y la nicotina pueden llegar a producir sensaciones similares a la desrealización, particularmente cuando se consumen en exceso. Puede también resultar del síndrome de abstinencia alcohólica.
La desrealización puede ser también un síntoma de trastornos del sueño o trastornos mentales tales como trastorno de despersonalización, trastorno límite de la personalidad, y trastornos de ansiedad (véase arriba).

## Características asociadas en favor de un diagnóstico
Los sujetos que sufren un episodio de desrealización pueden experimentar dificultades para describir sus síntomas y creer que son "locos". Otra experiencia frecuente es el temor a un daño cerebral irreversible. Una alteración subjetiva del sentido del tiempo es un síntoma muy frecuentemente asociado es decir la impresión que es acelerado o desacelerado.
Síntomas imprecisos somáticos, como la cabeza llena, hormigueos, o aturdimientos no son raros. Los sujetos puden sufrir extremos cabildeos o preocupaciones obsesivas.
Grados variables de ansiedad y de depresión son también características frecuentemente asociadas.